# بيتي فور
البِتِفور أو البِتيفور أو (نقحرة: بيتي فور) (بالفرنسية: Petits fours)‏، وتعني الفرن الصغير، هو طبق حلويات فرنسي الأصل. يؤكل البِتِفور عادةً بعد الوجبات أو بينها كتحلية مع الشاي أو القهوة. هناك أنواع عديدة منه، حتى أن هناك بِتِفور مالح يقدّم عادةً في المناسبات.
يحضّر البِتِفور من الدقيق والزبدة وصفار البيض والسكر والبايكنغ باودر والفانيليا. وتضاف إلى القطع بعد خبزها مواد تزينية كالمربى والكريمة.

## أنواع البِتِفور
هناك أربعة أنواع رئيسية من البِتِفور|
- المزيّن أو المثلج، حيث تغطّى القطع الصغيرة بالفوندانت أو الإكلير أو التارت.
- المالح، ويعتبر فاتحاً للشهية، لذا يقدم في الحفلات والبوفيهات.
- الجاف، ومنه المارينغ المخبوز والبسكويت ومعجنات الباف.

## القيمة الغذائية
تحتوي قطعة البِتِفور (30 غرام تقريباً) على الفيم الغذائية التالية:
- السعرات الحرارية: 83
- الدهون: 5
- الدهون المشبعة: 3
- الكوليسترول: 14
- الكاربوهيدرات: 8
- البروتينات: 1

## تاريخياً
صنع البِتِفور للمرة الأولى بطريقة تقليدية في القرن الثامن عشر، أثناء عملية تبريد الأفران المصنوعة من الطوب بعد استخدام النار فيها، وذلك للاستفادة من النار الكامنة داخل هذه الأفران، وبالتالي استغلال ارتفاع درجة حرارة حرق الفحم.

## معرض الصور

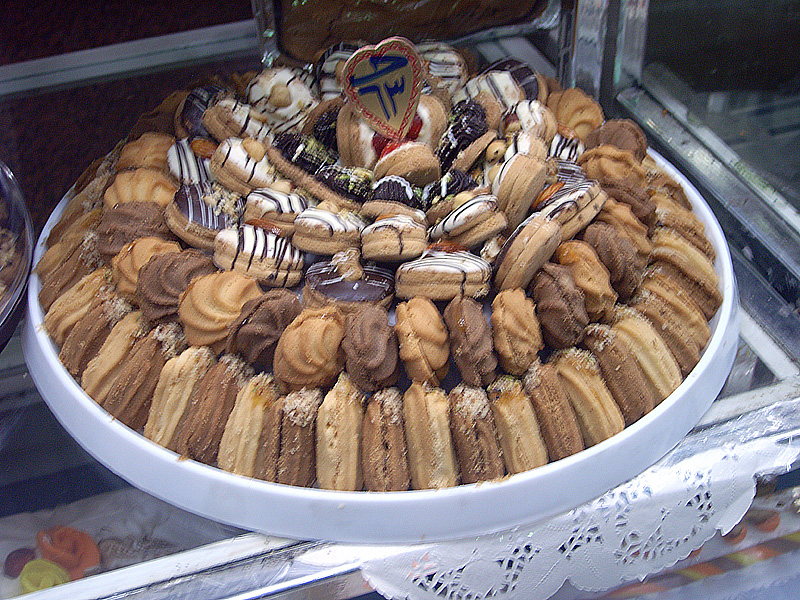
بِتِفور من مصر
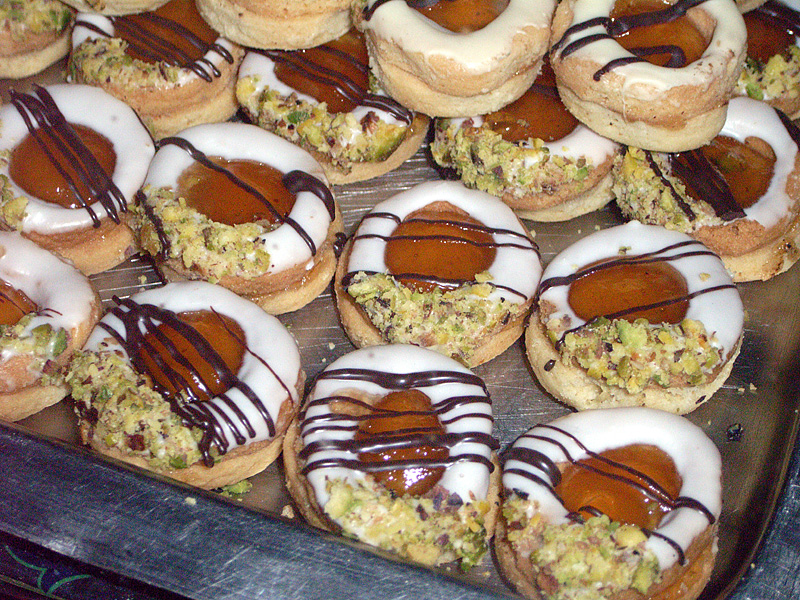
بِتِفور من مصر
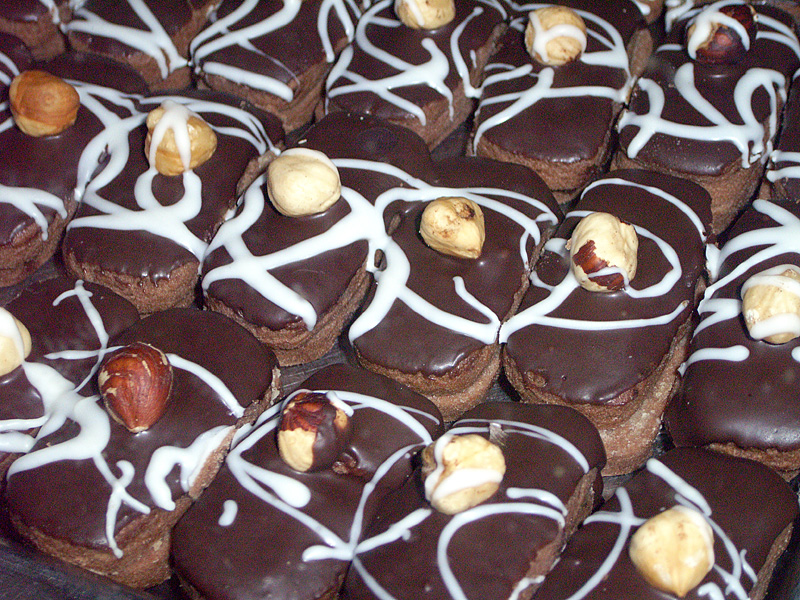
بِتِفور من مصر

## وصلات خارجية
- وصفة بِتِفور مع معلوماتها الغذائية

- وصفة بِتِفور بالشوكولاته